# GP Explorer
Le GP Explorer ou Grand Prix Explorer est une course évènementielle de Formule 4 organisée par le vidéaste Squeezie, réunissant des personnalités d'Internet. Diffusée en direct sur Twitch, la première édition établit le record francophone de visionnages concurrents avec plus d'un million de téléspectateurs réunis simultanément ; record battu un mois plus tard par le Eleven All Stars. Lors de la deuxième édition, le record du nombre de téléspectateurs réunis simultanément est à nouveau battu avec plus de 1 300 000.

## Historique

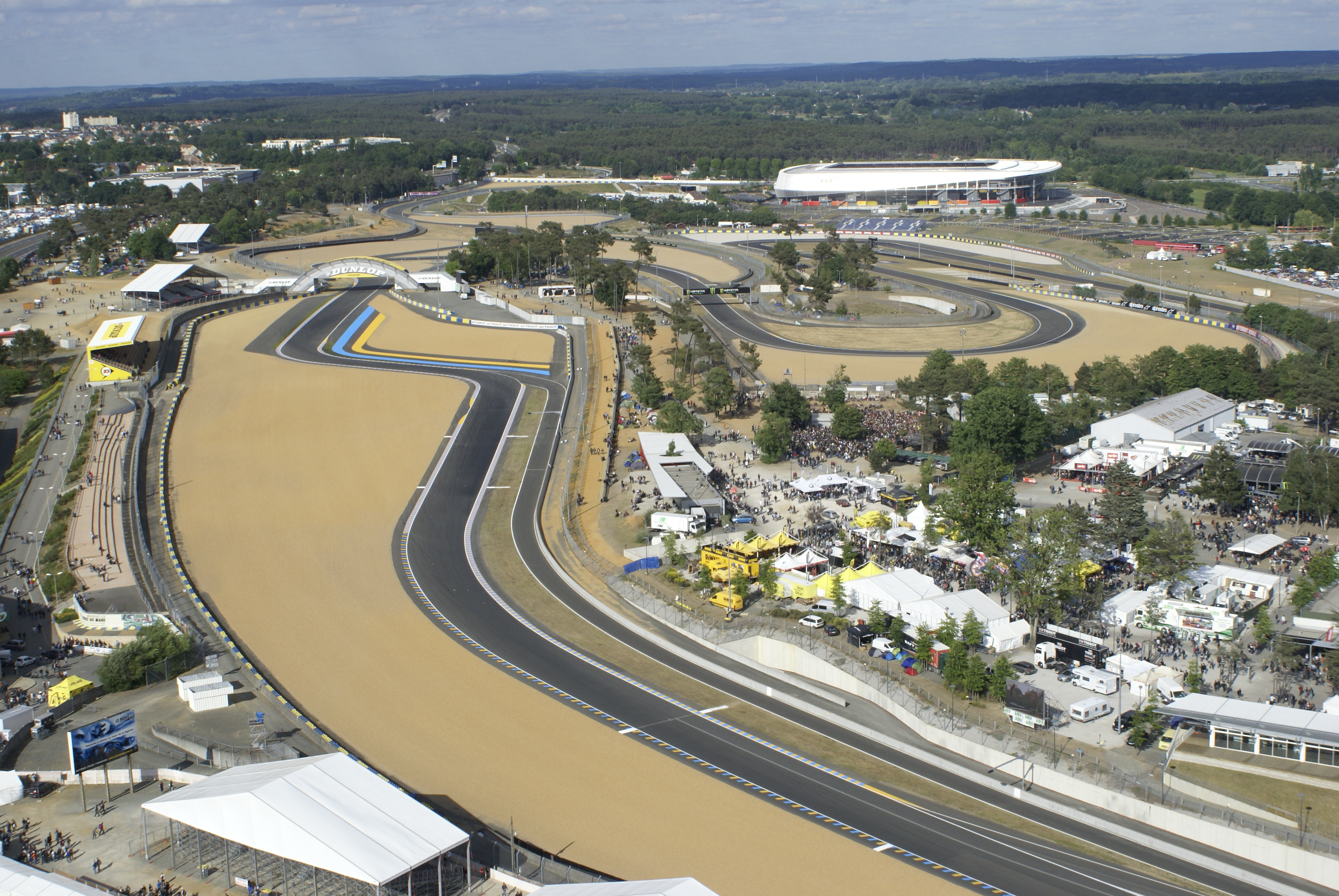
Le circuit Bugatti, lieu de compétition du GP Explorer.

En 2020, durant la quatrième édition du Z Event, le vidéaste Squeezie propose, comme objectif de don, de mettre au point un « tournoi IRL de Formule Renault » si la cagnotte atteignait 100 000 € durant l'événement. Deux ans plus tard, il révèle les détails du projet lors d’un live sur Twitch le 5 avril 2022. L'événement est organisé par Bump, son agence de communication.
La première édition, qui se tient le 8 octobre 2022 sur le Circuit Bugatti du Mans, réunit 22 streameurs et vidéastes web français, répartis en onze équipes,,. Ces non-professionnels des sports automobiles réalisent pendant plusieurs mois des entraînements. Certains devant même passer le permis de conduire, comme le youtubeur Seb. L'édition est remportée par Sylvain Levy du duo Vilebrequin, devant Depielo et Étienne Moustache ; l'écurie Oscaro remporte le classement par équipes.
Squeezie annonce, le 3 mai 2023, la deuxième édition du GP Explorer, prévue pour le 9 septembre 2023 au même endroit. Douze écuries, de 24 streameurs, vidéastes web, et rappeurs français y participent.
Aucune édition n'est organisée en 2024. En juin de la même année, Pierre Fillon, président de l'Automobile Club de l'Ouest, annonce « travailler sur quelque chose de nouveau avec Squeezie » pour une future édition.
Le 11 mai 2025, Squeezie annonce la troisième et dernière édition du GP Explorer, sous-titrée « The Last Race ». Pour la première fois, l'événement se déroule sur trois jours, avec une présentation et une parade des pilotes le vendredi, des essais, des qualifications et une course sprint le samedi, avant une journée complète de course le dimanche (essais, qualifications et course de 15 tours). Les soirées du vendredi et du samedi voient également l'organisation de concerts.

## Palmarès
| Année | Vainqueur    | Écurie              | Écurie titrée       | Circuit         |
| ----- | ------------ | ------------------- | ------------------- | --------------- |
| 2022  | Sylvain Levy | NordVPN Vilebrequin | Oscaro              | Circuit Bugatti |
| 2023  | Depielo      | Racers by Alpine    | NordVPN Vilebrequin | Circuit Bugatti |
| 2025  | En attente   | En attente          | En attente          | Circuit Bugatti |

| Rang | Participations | Pilote |
| ---- | -------------- | --- |
| 1    | 3              | Djilsi, Gotaga, Kaatsup, Squeezie |
| 2    | 2              | Amixem, Ana On Air, Baghera Jones, Billy, Depielo, Étienne Moustache, LeBouseuh, Manon Lanza, Maghla, Maxime Biaggi, Mister V, Pierre Chabrier, SCH, Seb, Sylvain Levy, Théodort                                            |
| 3    | 1              | Bibi, Deujna, Dobby, Domingo, Joyca, Prime, Sofyan, TheoBabac, Valouzz, Xari, Horty, Kekra, Soso Maness, Théo Juice, AmineMaTue, Ander, Anyme, Cocotte, Houdi, Karchez, Léa Elui, Ludwig, Mastu, Michael Reeves, Nikof, PLK |

## Autour de la course

### Nombres de spectateurs
| Année | Sur place    | Sur Twitch                                                                                     |
| ----- | ------------ | ---------------------------------------------------------------------------------------------- |
| 2022  | + de 40 000  | - nombre maximum de téléspectateurs en simultané : 1 044 867 - vues cumulées : 12,5 millions   |
| 2023  | + de 60 000  | - nombre maximum de téléspectateurs en simultané : 1 366 934, - vues cumulées : 21,09 millions |
| 2025  | + de 200 000 |                                                                                                |

En 2022, l'événement est diffusé en direct sur Twitch et réalisé par Olivier Denis, réalisateur des 24 Heures du Mans, avec les moyens d'AMP Visual TV. Il réunit un peu plus d'un million de téléspectateurs en simultané, ce qui constitue un record national au jour de l'événement,,, et lui permet de se placer comme le onzième stream le plus regardé dans le monde et le deuxième le plus regardé en France.
Lors de l'édition suivante en 2023, avec ses plus de 1 300 000 téléspectateurs en direct, l'évènement devient le sixième le plus vu au monde, et le premier en France.

### Perception de l'évènement par le milieu automobile
En 2022, avec son record d'audience pour un événement sur la scène de Twitch en France, l'événement touche un public totalement différent de son public habituel. Selon L'Automobile Magazine « le GP Explorer est non seulement une réussite côté organisation, mais c’est aussi un formidable vecteur de communication pour le sport automobile ».

## Controverses
Selon le site d’analyse Arrêt sur images, qui se consacre à la déconstruction des narrations médiatiques, cet événement est « un exemple parlant de l’inadéquation de nos désirs de divertissement face aux réalités climatiques ». Le site relève que la course a surtout été traitée par deux angles dans la presse : tout d’abord, l’importance du record d’audience; mais aussi la place grandissante de la plateforme Twitch, comparée à la « télé des jeunes ». Cependant, l’impact écologique de cette compétition est largement mis de côté par les médias.
En 2022, Charlie Hebdo titre son article au sujet du GP Explorer « Les 24 heures des cons » et rapporte les critiques diffusées sur les réseaux sociaux une fois l’événement terminé. « Les commentaires sont amers, surtout quand ils rappellent l’hypocrisie de nombreux participants : quelques mois auparavant, ils étaient plusieurs à participer au Z Event dont l’édition 2022 consistait à récolter des dons pour… la planète ». Parmi les 22 personnalités, au moins trois ont en effet participé au Z Event 2022 : LeBouseuh, Xari et Domingo.